# Craig Venter
John Craig Venter (Salt Lake City, 14 de outubro de 1946) é um bioquímico e empresário americano.
É conhecido por seus trabalhos pioneiros no sequenciamento do genoma humano e mais recentemente por seu papel na criação de uma forma de vida artificial. Venter fundou a empresa Celera Genomics, The Institute for Genomic Research e o J. Craig Venter Institute. Trabalha atualmente neste último, onde desenvolve pesquisas acerca da criação de organismos biologicamente sintéticos e publicação de descobertas genéticas no campo da oceanografia. Venter fez parte da lista publicada pela revista Time em 2007 e 2008, como uma das pessoas mais influentes do mundo.
Em maio de 2010 Craig Venter anunciou o que foi rapidamente considerado o primeiro grande avanço científico do milénio, ao sintetizar pela primeira vez vida artificial.

## Biografia
John Craig Venter nasceu em 14 de outubro de 1946 em Salt Lake City, Utah, filho caçula de um Mórmon excomungado  que bebia e fumava demais qual morreu aos 59 anos de idade. A família mudou-se para um subúrbio ao sul de São Francisco. Venter, em sua juventude, gastava seu tempo na água, em barcos ou com o surf, de acordo com a sua obra Uma Vida Decodificada.
Embora fosse contra a Guerra do Vietnã Venter se alistou na Marinha dos Estados Unidos, onde trabalhou na enfermaria de cuidados intensivos, em um hospital de campo. Venter levou um choque, com os homens que ficavam sob seus cuidados. Detectando mais inteligência nele do que o recorde da escola, a Marinha Americana, formou-o como médico e ‘’corpsman’’ ele foi enviado, então, para o hospital Da Nang.
‘’Eu estava lá durante a ofensiva de Tet’’ disse ele. ‘’Conheci a medicina provavelmente da maneira mais difícil possível. Eu só fiquei fascinado com a falta de conhecimento que tinha e havia um desejo de fazer algo mais’’.
Venter vive com sua esposa, Claire Fraser, em Washington, DC.

## Educação
Ao final de sua “turnê”(na Guerra do Vietnã)- qual incluiu duas passagens no calabouço por desobedecer ordens – Venter foi para a Califórnia, na Universidade de San Mateo para se formar em medicina, porém terminou seus estudos na Universidade da Califórnia, San Diego. Venter diz ter ficado tão fascinado com a ciência que decidiu parar com a escola médica, ele foi influenciado por Gordon Sato em um projeto com Nate Kaplan.
Na Universidade da Califórnia, Venter recebeu seu diploma de Bacharel de Ciência em Bioquímica em 1972. Alguns anos mais tarde, ele recebeu seu Ph.D. licenciatura em fisiologia e farmacologia da mesma escola

## Carreira
Jonh Venter trabalhou como professor da Universidade Estadual de Nova York, Buffalo. Após sua passagem em Buffalo, John Craig Venter passou a fazer parte do National Institutes of Health. Em junho de 2005 tornou-se co-fundador de uma empresa chamada Synthetic Genomics, a empresa utiliza microorganismos modificados para produzir bioquímicos e combustíveis limpos. Em julho de 2009 a Synthetic Genomics entrou em uma parceria com a Exxon Mobil, com o objetivo de realizar mais pesquisas para desenvolver bio-combustíveis.
No início de 1990 Venter desenvolveu o método BET de encontrar gene, e promoveu-o como mais barato e mais rápido que o Projeto Genoma Humano, que estava apenas começando.
Voltando seu foco para o genoma humano, Venter visou a empresa Celera, uma divisão da PE Biosystems, empresa que fabrica as máquinas mais recentes para sequenciamento. Utilizando estas máquinas e um dos maiores supercomputadores do mundo civil, Venter concluiu a montagem do genoma humano em apenas três anos.
Atualmente  John Craig Venter é presidente do J. Craig Venter Institute, um centro de pesquisa focado em biologia sintética

## Projeto Genoma
Em 1990 surgiu o Projeto Genoma Humano, com o objetivo de, até 2005, identificar cada um dos 100 mil genes através do Mapeamento Genético.
Esse mapeamento consiste em registrar os genes do cromossomo, determinar a ordem dos nucleotídeos e sua função. As vantagens desse trabalho estão no fato da identificação da cura e da causa de muitas doenças.
No entanto, existem desvantagens éticas e morais, pois a utilização indevida do projeto pode fazer com que as pessoas percam a individualidade e tornem-se vulneráveis, além de propícias a descartes em entrevistas de trabalho, como exemplo, pois a partir de um simples teste poderá ser detectado uma má reprodução da célula X que virá a causar uma doença, tornando-o menos apto que os demais entrevistados.
O genoma humano é um conjunto de informações necessárias para a formação de  um ser humano. Essas informações estão no DNA, distribuídas em 23 pares de cromossomos, que carregam os genes, compostos por quatro elementos básicos: adenina, timina, citosina e guanina.
O objetivo do Projeto Genoma era descobrir como essas substâncias químicas estão organizadas na longa fita retorcida do DNA; que começou como uma iniciativa do setor público, nos Estados Unidos, onde foram obtidos dados de alta qualidade e precisão, registrando os detalhes das células humanas, e acabou estendendo-se ao setor privado. Em seguida, vários países, inclusive o Brasil, passaram a participar do projeto, que virou um grande empreendimento internacional.
O genoma é um grupo de cromossomos que podem ser de origem materna ou paterna. O projeto tem como finalidade decifrar todos os genes da espécie humana, porém os genes que estão isolados, a ciência faz com que voltem para os seus lugares e forma uma proteína. Como parte desse empreendimento, paralelamente estão sendo desenvolvidos estudos com outros organismos selecionados, principalmente microrganismos.
O Projeto Genoma Humano (PGH) é um empreendimento internacional, projetado para uma duração de quinze anos. O mesmo teve início em 1990 com vários objetivos, entre eles identificar e fazer o mapeamento dos cerca de 80 mil genes que se calculava existirem no DNA das células do corpo humano; determinar as sequências dos 3 bilhões de bases químicas que compõe o DNA humano; armazenar essa informação em bancos de dados, desenvolver ferramentas eficientes para analisar esse dados e torná-los acessíveis para novas pesquisas biológicas. Outro objetivo do PGH é descobrir todos os genes na sequência de DNA e desenvolver meios de usar esta informação no estudo da biologia e da medicina. Porém, seu objetivo principal é construir uma série de diagramas descritivos de cada cromossomo humano, com resolução cada vez mais apurada. Entretanto, para isto é necessário: dividir os cromossomos em fragmentos menores, que possam ser propagados e caracterizados; e depois ordená-los de forma a corresponderem a suas respectivas posições nos cromossomos. A informação advinda do projeto deve servir para proteger e melhorar a saúde - curar ou prevenir doenças.
No entanto, uma das preocupações, advindas com o projeto, é que em uma sociedade em que as pessoas podem ser estereotipadas pelo genótipo, o poder institucional se torna mais absoluto. Ao mesmo tempo, a divisão da sociedade em indivíduos e grupos "superiores" e geneticamente "inferiores", surgirá uma nova classe social poderosa. Para evitar uma possível classe de desempregados, discriminados geneticamente, será preciso fixar limites e impedir que instituições pratiquem a discriminação.

## Trabalhos
Venter é autor de mais de 200 publicações em revistas científicas.
- Fleischmann, Robert D.; Adams, Mark D.; White, Owen; Clayton, Rebecca; ... Venter, J. Craig (28 de julho de 1995). «Whole-Genome Random Sequencing and Assembly of Haemophilus influenzae Rd». Science. 269 (5223): 496–512. Bibcode:1995Sci...269..496F. PMID 7542800. doi:10.1126/science.7542800
- Tomb, Jean-F.; White, Owen; Kerlavage, Anthony R.; Clayton, Rebecca A.; Sutton, Granger G.; Fleischmann, Robert D.; ... Venter, J. Craig (7 de agosto de 1997). «The complete genome sequence of the gastric pathogen Helicobacter pylori». Nature. 388 (6642): 539–47. Bibcode:1997Natur.388..539T. PMID 9252185. doi:10.1038/41483
- Adams, Mark D.; Celniker, Susan E.; Holt, Robert A.; Evans, Cheryl A.; Goccayne, Jeannine A.; Amanatides, Peter G.; ... Venter, J. Craig (24 de março de 2000). «The genome sequence of Drosophila melanogaster» (PDF). Science. 287 (5461): 2185–95. Bibcode:2000Sci...287.2185.. CiteSeerX 10.1.1.549.8639. PMID 10731132. doi:10.1126/science.287.5461.2185. Consultado em 24 de outubro de 2017. Cópia arquivada (PDF) em 22 de julho de 2018
- Venter, J. C.; Adams, M.; Myers, E.; Li, P.; Mural, R.; Sutton, G.; Smith, H.; Yandell, M.; Evans, C.; Holt, R. A.; Gocayne, J. D.; Amanatides, P.; Ballew, R. M.; Huson, D. H.; Wortman, J. R.; Zhang, Q.; Kodira, C. D.; Zheng, X. H.; Chen, L.; Skupski, M.; Subramanian, G.; Thomas, P. D.; Zhang, J.; Gabor Miklos, G. L.; Nelson, C.; Broder, S.; Clark, A. G.; Nadeau, J.; McKusick, V. A.;  et al. (2001). «The Sequence of the Human Genome». Science. 291 (5507): 1304–1351. Bibcode:2001Sci...291.1304V. PMID 11181995. doi:10.1126/science.1058040
- Venter, J. C.; Remington, K.; Heidelberg, J.; Halpern, A.; Rusch, D.; Eisen, J.; Wu, D.; Paulsen, I.; Nelson, K.; Nelson, W.; Fouts, D. E.; Levy, S.; Knap, A. H.; Lomas, M. W.; Nealson, K.; White, O.; Peterson, J.; Hoffman, J.; Parsons, R.; Baden-Tillson, H.; Pfannkoch, C.; Rogers, Y. H.; Smith, H. O. (2004). «Environmental Genome Shotgun Sequencing of the Sargasso Sea». Science. 304 (5667): 66–74. Bibcode:2004Sci...304...66V. CiteSeerX 10.1.1.124.1840. PMID 15001713. doi:10.1126/science.1093857
- Rusch, Donald B.; Halpern, Aaron L.; Sutton, Granger; Heidelberg, Karla B.; Williamson, Shannon; Yooseph, Shibu; Wu, Dongying; ... Venter, J. Craig (13 de março de 2007). «The Sorcerer II Global Ocean Sampling expedition: Northwest Atlantic through Eastern Tropical Pacific». PLOS Biology. 5 (3): 398–431. PMC 1821060. PMID 17355176. doi:10.1371/journal.pbio.0050077
- Yooseph, Shibu; Sutton, Granger; Rusch, Donald B.; Halpern, Aaron L.; Williamson, Shannon; Remington, Karin; Eisen, Jonathan A.; ... Venter, J. Craig (13 de março de 2007). «The Sorcerer II Global Ocean Sampling Expedition: Expanding the Universe of Protein Families». PLOS Biology. 5 (3): 432–466. PMC 1821046. PMID 17355171. doi:10.1371/journal.pbio.0050016
- Venter, J. Craig (2007). A Life Decoded: My Genome: My Life. New York: Viking Adult. ISBN 978-0-670-06358-1. OCLC 165048736 editor Roger Highfield
- Venter, J. Craig (2013). Life at the Speed of Light: From the Double Helix to the Dawn of Digital Life. New York: Viking Adult. ISBN 978-0-670-02540-4. OCLC 834432832 editor Roger Highfield